# スバル・WRX
WRX（ダブリューアールエックス）は、2014年からSUBARU（旧・富士重工業）が製造・販売している四輪駆動のスポーツセダンである。
1992年に世界ラリー選手権（WRC）のために作られた『インプレッサWRX』を起源とする。

## 初代 VA系（2014年 - 2021年）
型式一覧:
- VAB型 - EJ20Yエンジン搭載WRX STI
- VAF型 - EJ257エンジン搭載WRX STI
- VAG型 - FA20Fエンジン搭載WRX S4（国際モデル名はWRX）

WRXの名称は、元来インプレッサのスポーツバージョンに付けられていたグレード名で、3代目インプレッサのマイナーチェンジによってインプレッサの名前が外れ「スバル・WRX STI」と単独の車名に変更されていた。本モデル以前の詳細はスバル・インプレッサの項を参照。

### 機構

#### パワートレイン
日本仕様車のWRX STIには先代から継続して2.0 L水平対向4気筒のデュアルAVCSツインスクロールターボエンジンのEJ20型が搭載された。北米仕様車や欧州仕様車、豪州仕様車には先代に搭載された2.5 L AVCSターボエンジンのEJ25エンジンを継続搭載した。いずれも組み合わせられる6速MTは2000年に登場したTY85型を改良したものを搭載。
日本仕様車のWRX S4には、レヴォーグと共通の2.0 L直噴ターボのFA20型エンジンが搭載され、従来型に対して大幅に変速応答速度を向上させたスポーツリニアトロニック (CVT) が組み合わせられる。北米仕様車のWRXにも同じFA20型が搭載されるが、フォレスターに近いレギュラーガソリンも使える仕様である。CVTは5代目レガシィ2.0GTにも採用されたTR690型の改良版であり、6速MTはTY75型となる。

#### ボディ・シャシ
4代目インプレッサを改良したレヴォーグのプラットフォームと共有である。2016年にこのプラットフォームが刷新されたため、WRXは同プラットフォームの最終採用車となる。レヴォーグとは、ホイールベースもBピラーより前のボディ骨格も共通となっているが、ボディ形状の違いによる剛性の出し方や、捩れやよれに対するフレームの追従性などの細部は変更されている。先代WRX STI比で捩り剛性は40 %以上、曲げ剛性は30%以上、フロントトレッド剛性は14 %、リアトレッド剛性は38 %向上している。
STI/S4ともに駆動方式はAWDとなるが、センターデフ形式が異なり、STIはドライバーズコントロールセンターデフ（DCCD）にフロントヘリカルLSD、リアトルセンLSDを装備。S4はVTD-AWD（不等&可変トルク配分電子制御AWD）と呼ぶ、前45:後55の基準のトルク配分を走行状況に合わせて連続可変制御するシステムを採用。パワーステアリングでも差異があり、S4は電動パワーステアリング、STIは油圧パワーステアリングが採用される。

### デザイン
フロントグリルにはスバルの共通意匠である「ヘキサゴングリル」が採用され、コの字型のLEDポジションランプが配されたプロジェクターヘッドランプを採用している。Aピラー前端は従来のWRXに比べて200 mm前方となる。リアディフューザー一体型のバンパーには4本出しマフラーを装備する。
ボディは先代モデルより大型化しているが、アッパーミドルサルーン（セダン）に路線変更した6代目レガシィ（B4名義としては通算4代目）と、Cセグメントクラスに位置するインプレッサG4との穴を埋めるミドルセダンとしての役割も担っている。

ボディサイズは先代GVB型との比較で、全長は15 mm延長、全高は5 mm高くなった。ホイールベースは25 mm延長され、この延長分はすべて後席レッグスペースの拡大に充てられた。

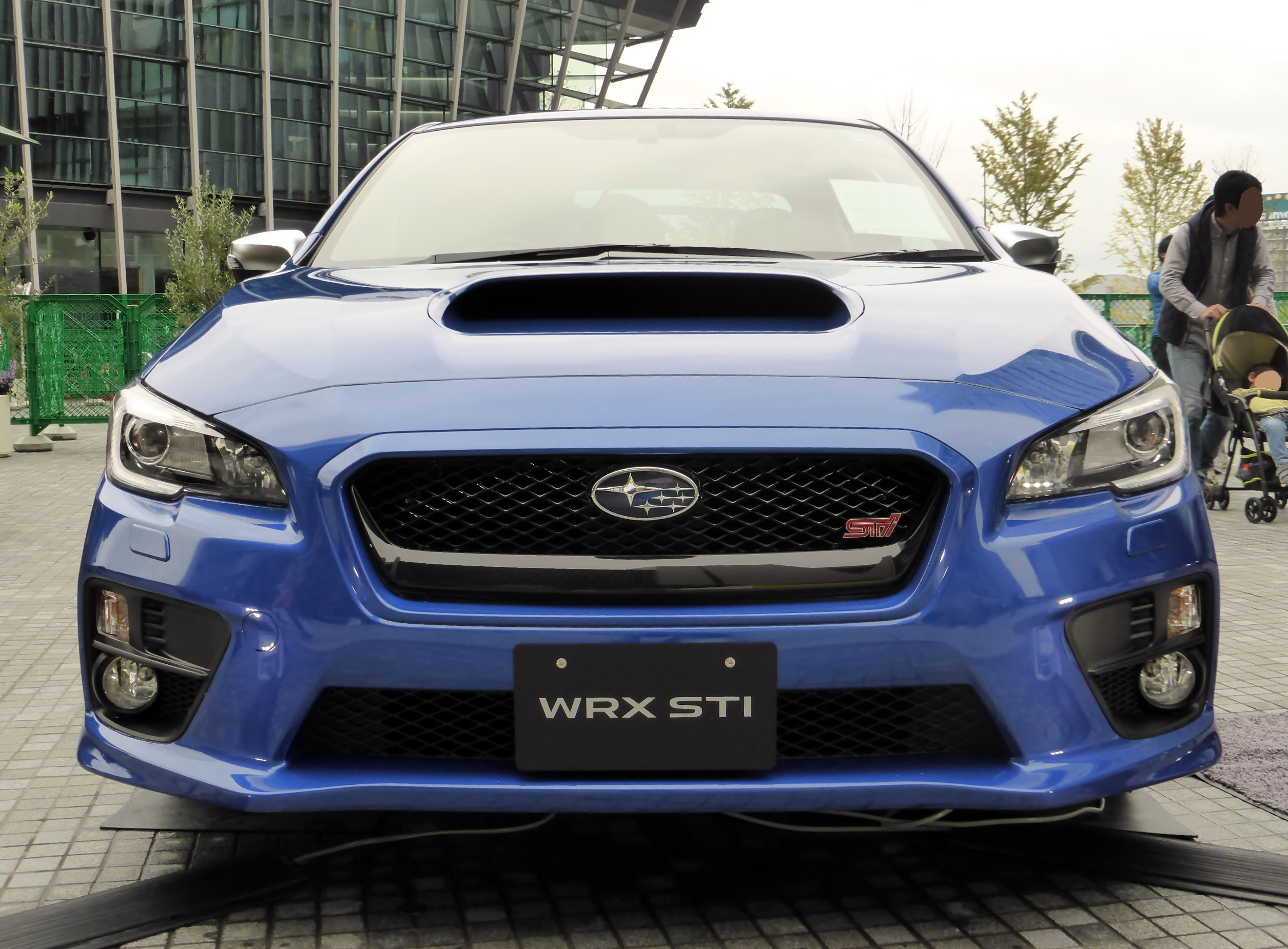
VAB型 WRX STI タイプS フロント
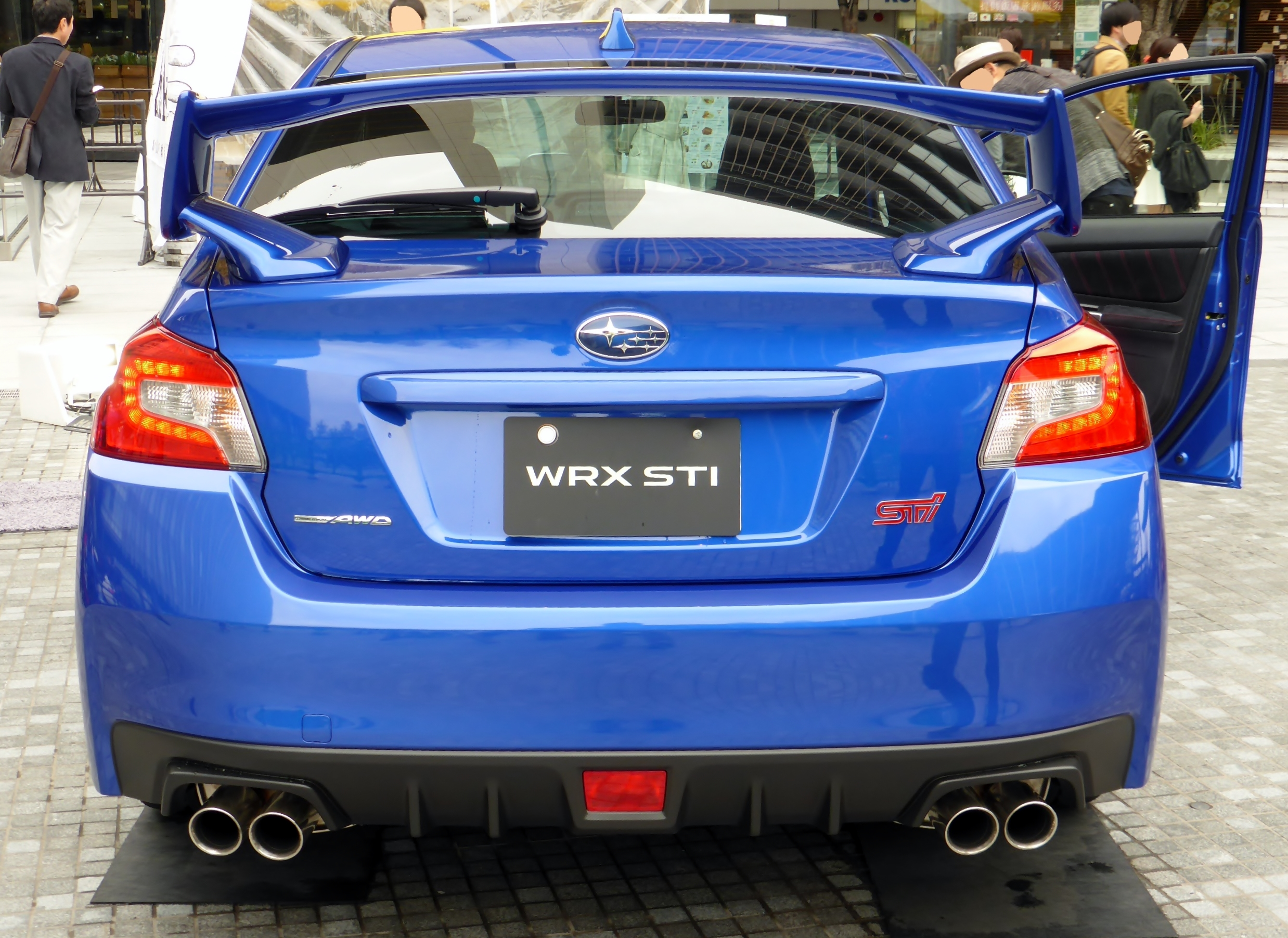
VAB型 WRX STI タイプS リア
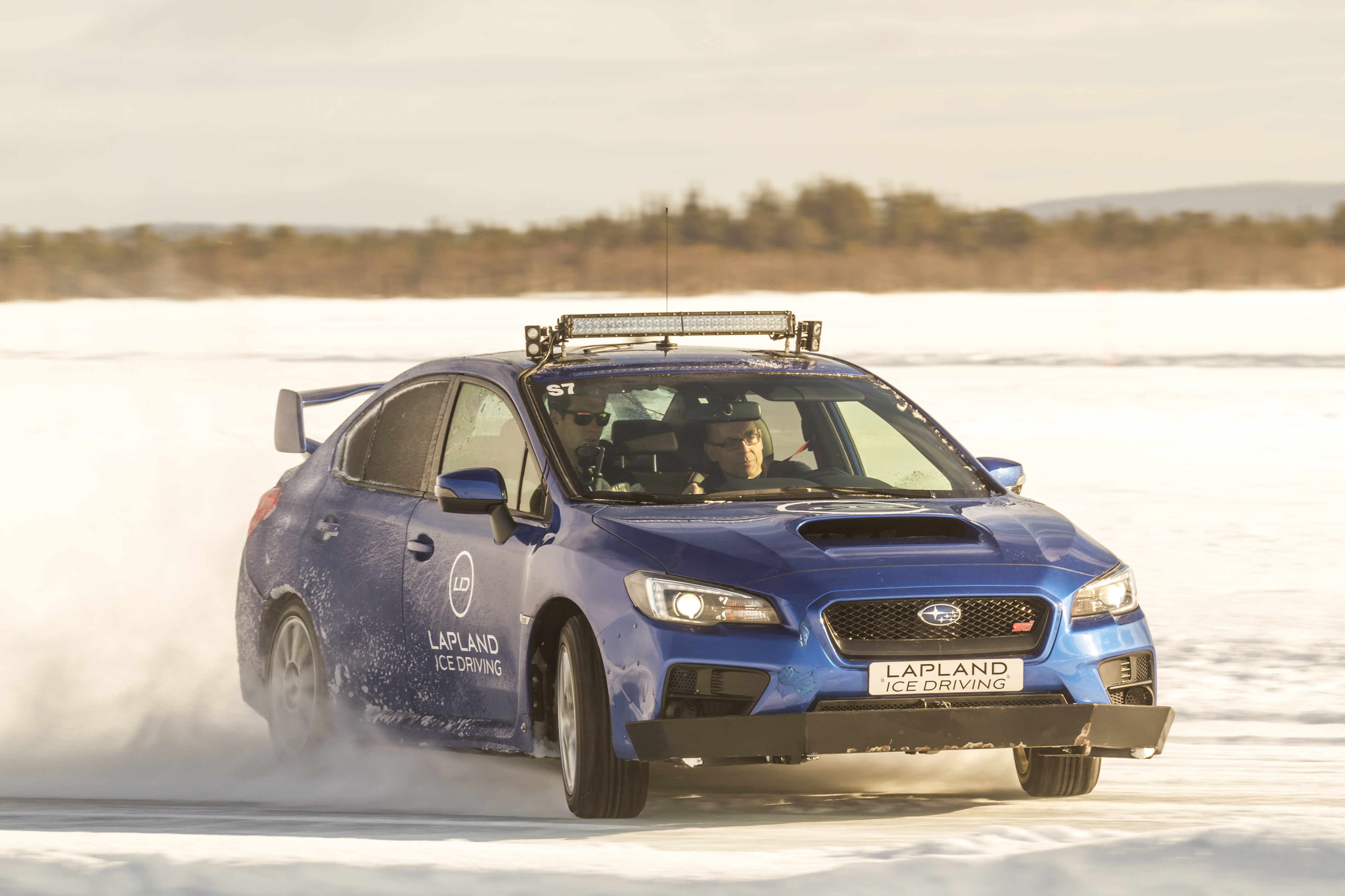
走行場面
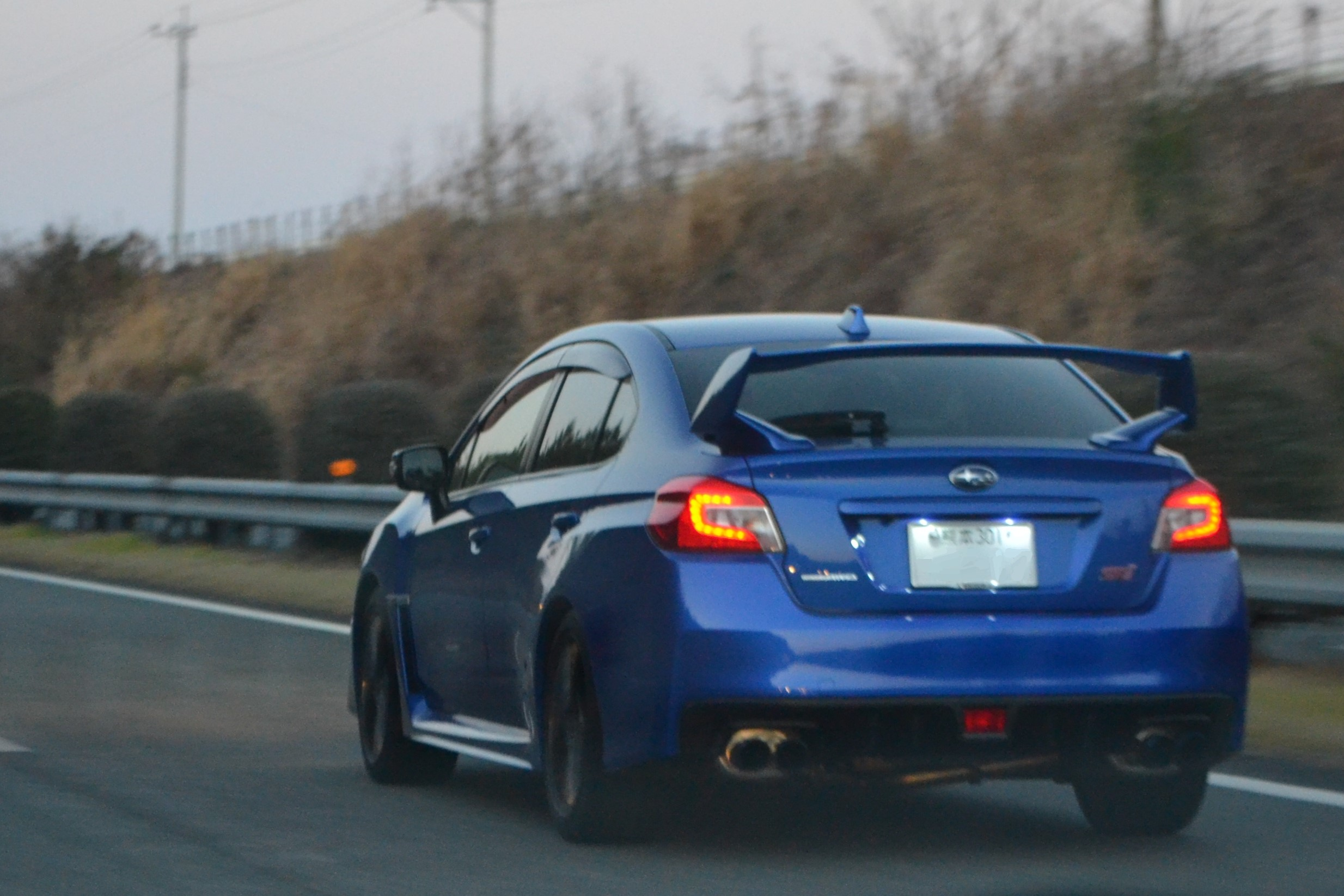
走行場面
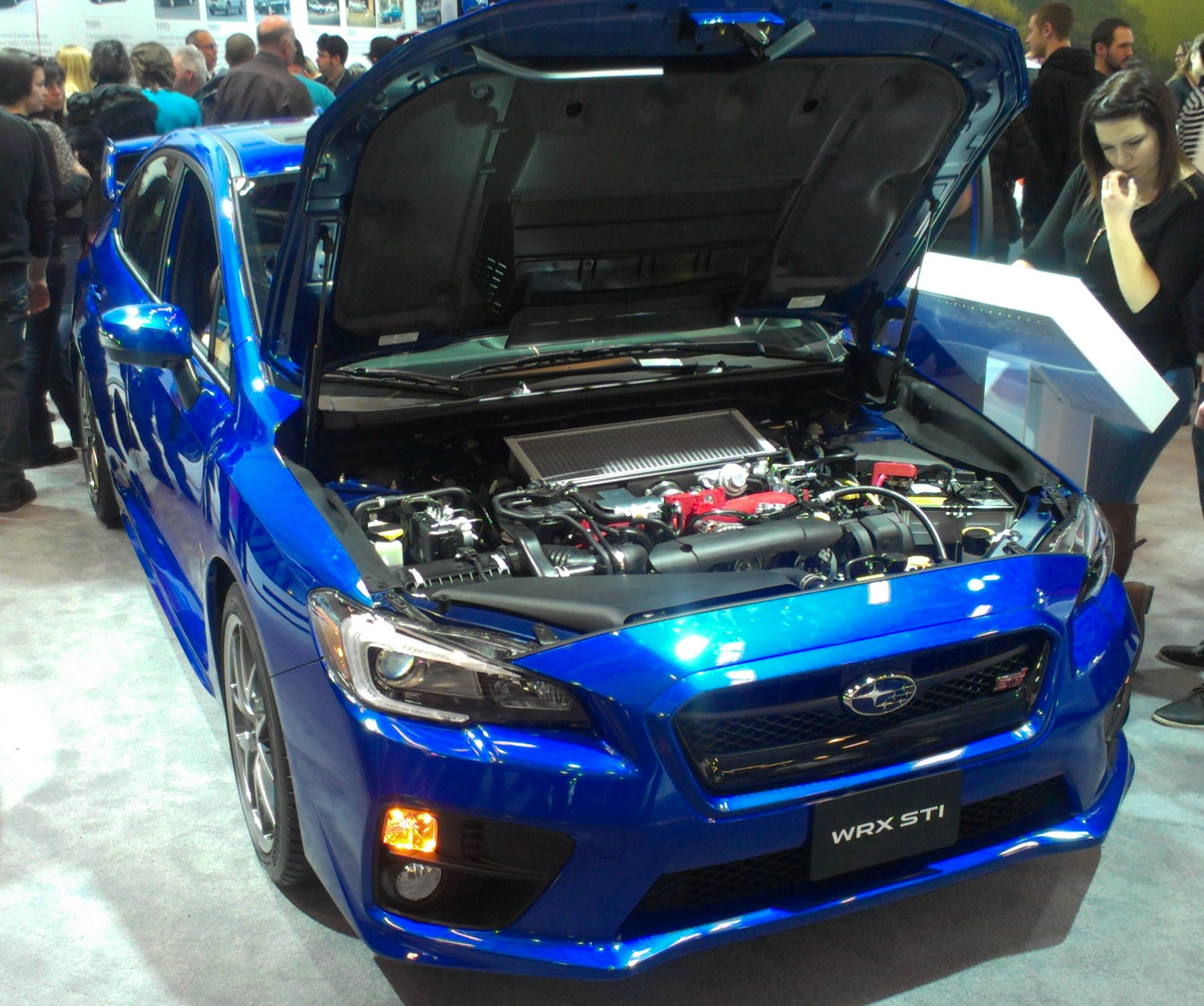
エンジンルーム
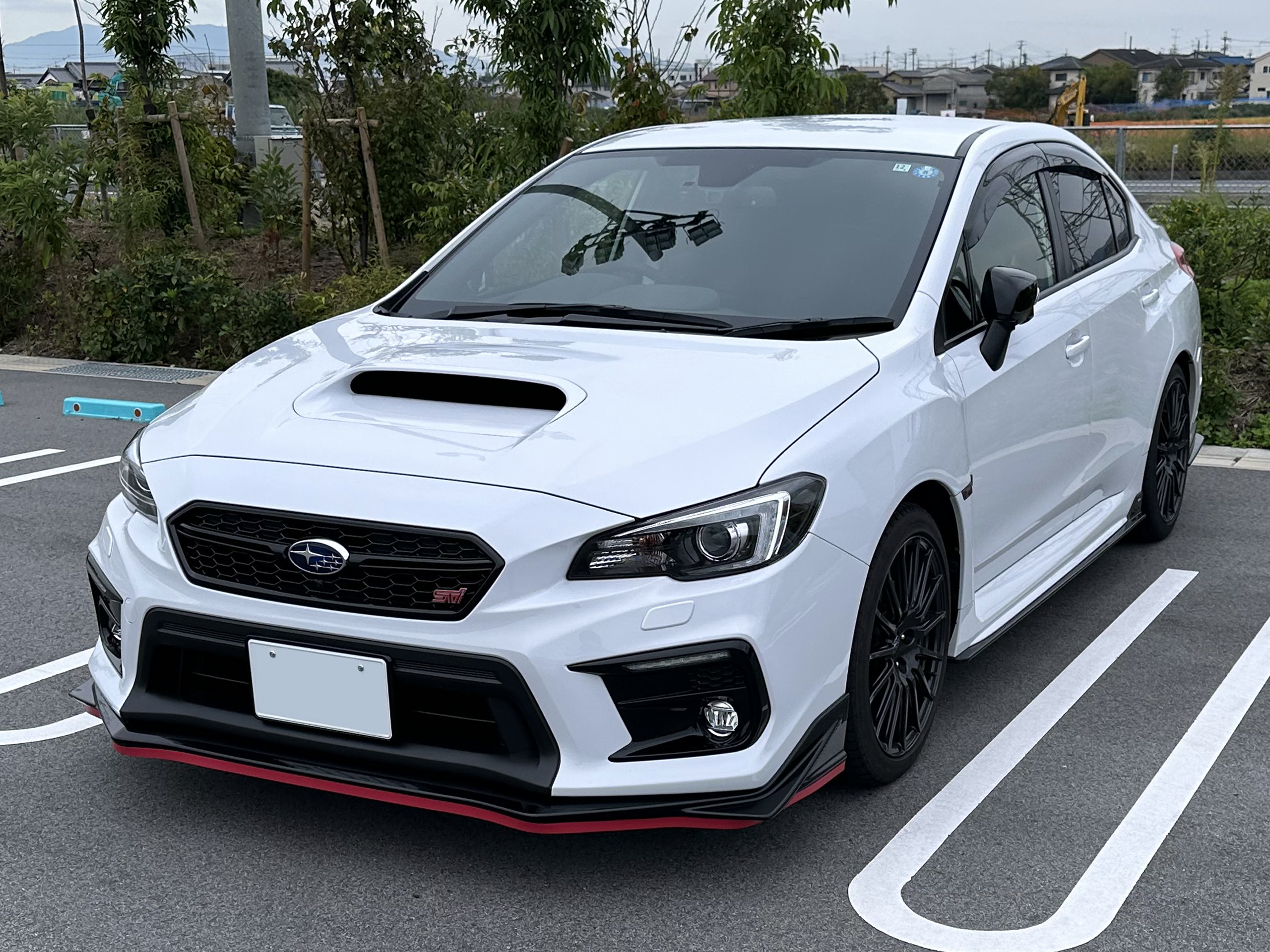
VAG型 WRX S4 STI Sport

### 年表

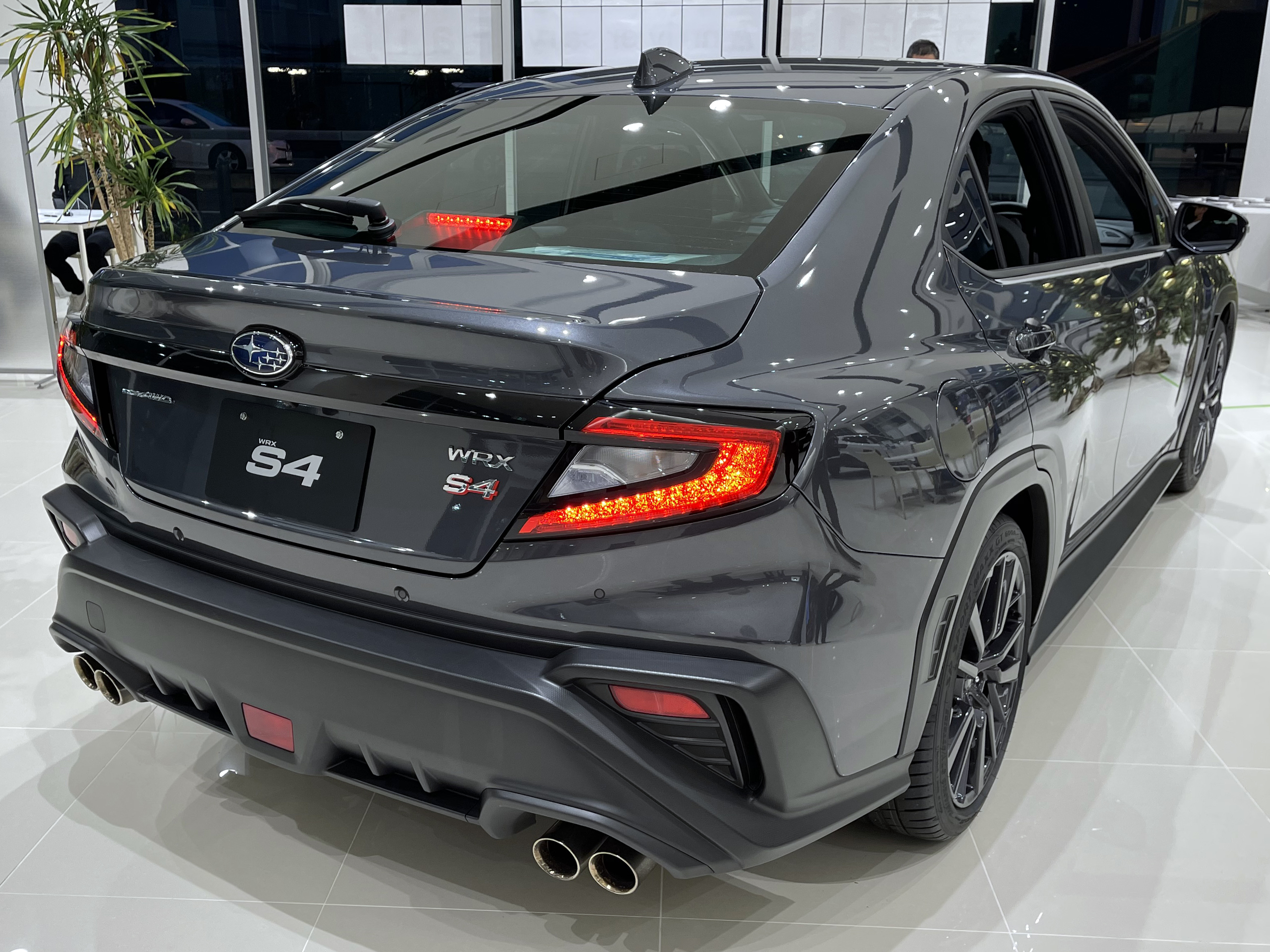
S4 GT-H EX リア

- 2013年3月29日
  - 2013年ニューヨーク国際自動車ショーで「スバル WRX コンセプト」を世界初公開[14]。
- 2013年11月21日
  - 2013年ロサンゼルスオートショーで新型「WRX」（米国仕様車）を世界初公開[15]。米国仕様車は、2.0 L水平対向4気筒直噴ターボ“DIT”エンジンを搭載し、268 hp/5,600 rpmを発生。トランスミッションは6速MTと、8速マニュアルシフトモードを備えるスポーツリニアトロニックの2種類。
- 2014年1月15日
  - 2014年北米国際自動車ショーで新型「WRX STI」（米国仕様車）を世界初公開[16]。米国仕様車は、2.5 L水平対向4気筒ターボエンジンを搭載し、305 hp/6,000 rpmを発生。トランスミッションは6MTのみ。
- 2014年7月25日
  - 同年8月25日に日本で発売予定のスポーツセダンの車名を「WRX S4」とすることを公表。同時に、専用サイトを開設[17]。
- 2014年8月25日
  - WRX S4を発売[18]。WRX S4のグレード構成は、「2.0GT」「2.0GT-S」の2タイプ。トランスミッションはスポーツリニアトロニックのみ。駆動方式はVTD-AWD（不等＆可変トルク配分電子制御AWD）を採用。タイヤサイズは225/45R18、アルミホイールは「2.0GT」がダークガンメタリック、「2.0GT-S」はハイラスター。「2.0GT-S」はビルシュタイン製ダンパー（フロント倒立式）、サテンメッキドアミラー（フットランプ付）、トランクリップスポイラー、ウェルカムライティング、オールウェザーパック（フロントワイパーデアイサー・スーパーUVカット、撥水フロントドアガラス）を装備する[注 2]。大型リヤスポイラーをメーカーオプションとする。ボディカラーは「クリスタルホワイト・パール（有料色）」、「アイスシルバー・メタリック」、「ダークグレー・メタリック」、「クリスタルブラック・シリカ」、「ライトニングレッド」、「WRブルー・パール」の全6色。インテリアでは、運転席10ウェイ＆助手席8ウェイパワーシートを装備。シート材質は「2.0GT」に「ファブリック（レッドステッチ）」、「2.0GT-S」に「アルカンターラ/本革（レッドステッチ）」を採用。「2.0GT-S」は、インパネセンターバイザー（レザー調素材巻）にもレッドステッチを施している。本革シート（レッドステッチ・アクセスキー対応運転席シートポジションメモリー機能＆フロントシートヒーター付）をメーカーオプションで用意。運転支援システム「アイサイト」(ver.3) を全車に装備。プリクラッシュブレーキ、全車速追従機能付クルーズコントロール、アクティブレーンキープ（車線中央維持/車線逸脱抑制）、AT誤発進抑制制御、AT誤後進抑制制御、車線逸脱警報、ふらつき警報、先行車発進お知らせ機能。
- 2014年8月25日
  - WRX STIを発売[19]。WRX STIのグレード構成は、「STI」、「STI Type S」の2タイプ。トランスミッションは6MTのみ。駆動にマルチモードDCCD（ドライバーズコントロールセンターデフ）を採用する。タイヤサイズは245/40R18で、「STI」はダークガンメタリックアルミホイールを、「2.0GT-S」はBBS製鍛造アルミホイール（ハイラスター塗装）を装備。「STI Type S」は、ビルシュタイン製ダンパー、大型リヤスポイラー、オールウェザーパック（フロントワイパーデアイサー・スーパーUVカット、撥水フロントドアガラス）を装備[注 3]。ボディカラーはWRX S4と共通。シート材質は「アルカンターラ/本革（レッドステッチ・アクセント＋STIロゴ）」を採用。本革シート（レッドステッチ・アクセント＋STIロゴ）（運転席10ウェイ＆助手席8ウェイパワー、アクセスキー対応運転席シートポジションメモリー、フロントシートヒーター）をメーカーオプションで設定。
- 2015年6月30日
  - WRX S4・WRX STIともに一部改良[20]。WRX S4は、サスペンションにフリクションを最適化した新ダンパーを採用し、乗り心地が向上（2.0GT-S のみ）。フロントウインドゥの遮音中間膜追加やボディへの吸音材追加。「2.0GT-S」は新たに、245/40R18タイヤ・アルミホイール（ハイラスター塗装）、サンルーフ（電動チルト＆スライド）をメーカーオプションとして設定。WRX S4・WRX STIともに先進安全装備「アドバンスドセイフティパッケージ」を新設定（メーカーオプション）。「アドバンスドセイフティパッケージ」は、走行時の後側方検知や後退時の左右後方検知を行う「スバルリヤビークルディテクション」（後側方警戒支援機能）、左側ドアミラーにカメラを搭載し、ドライバーからの死角となる左前方の映像をガイドライン付でマルチファンクションディスプレイに表示する「サイドビューモニター」、ルームミラー一体型の単眼カメラを採用し先行車や対向車を検知して、ヘッドランプのハイとローを自動で切り替える「ハイビームアシスト」、アイサイトの作動状況や警報に応じて点灯するランプをフロント運転席前に表示する「アイサイトアシストモニター」（WRX S4のみ）の4つの機能。共通の変更点として、パワーウインドゥスイッチのエッジにメッキ加飾をし、センターコンソールに設けられたUSB電源を、従来の1Aから2Aに強化。車体色は、「ライトニングレッド」に替わり「ピュアレッド」とし、全6色。
- 2015年10月28日
  - WRX S4に特別仕様車「SporVita（スポルヴィータ）」を設定。500台限定発売[21]。（11月18日発売）「WRX S4 SporVita」は、「2.0GT-S EyeSight」をベースに、イタリア老舗皮革製品サプライヤーのMARIO LEVI（マリオ・レヴィ）社とのコラボレーションによる特別仕様車。受注期間は2016年2月28日までとし、500台限定で販売。インテリアでは、MARIO LEVI製ブラック/タン本革シート（WRX S4ロゴ刺繍）を採用。さらに、本革巻ステアリングホイール（高触感革タン/ブラック、ピアノブラック調加飾付）、 本革巻シフトレバー＋ピアノブラック調加飾パネル、シフトブーツ、インパネセンターバイザー（レザー調素材巻、ブラック/タンドアトリム、パワーウインドゥスイッチピアノブラック調加飾パネル、ピアノブラック調インパネ加飾パネル、フロントコンソール（ピアノブラック加飾パネル）、スライド機構と付コンソールリッドを採用し、インテリアデザインをタン素材色・タンステッチと、ブラックにより統一感を持たせた。エクステリアでは、LED4灯ロービーム＋ハロゲンハイビームランプ（光輝タイプ）、光輝ウインドゥモール、WRXエンブレム付サイドガーニッシュ（ベロアメッキ）、ベロアメッキトランクガーニッシュなどの専用パーツを装備。245/40R18タイヤ＆ハイラスター塗装アルミホイールを装着。安全装備では、アドバンスドセイフティパッケージ（スバルリヤビークルディテクション（後側方警戒支援システム）/ハイビームアシスト（自動防眩インナーミラー付）/サイドビューモニター/アイサイトアシストモニター）を標準装備。
- 2015年10月28日
  - WRX STIの特別仕様車「S207」を400台限定発売[22]。（10月29日受注開始、12月1日発売。）「S207」は「STI Type S」をベースに、スバルテクニカインターナショナル（STI）がエンジンや足回りを専用チューンし、内外装に専用装備を追加したコンプリートカー。受注期間は、2016年3月6日までで、計400台を限定販売。そのうち、200台は「NBR CHALLENGE PACKAGE」、100台は「NBR CHALLENGE PACKAGE YELLOW EDITION」となる（受注期間は11月30日まで）。エンジンは専用チューニングにより、最高出力は14 kW (20 PS) 向上し241 kW (328 PS)、最大トルクは 9N·m (1.0 kgf·m) 向上し、431 N·m (44.0 kgf·m) を発揮。足回りは、11:1の俊敏なステアリングギア比、 フロントにSTI製フレキシブルタワーバー・フレキシブルドロースティフナーと可変減衰力サスペンション「DampMatic II」を日本国内で初めて採用した。brembo製フロント6ポット、リヤ4ポットのモノブロック対向ブレーキキャリパー＋ドリルドローター（フロントは2ピースタイプ）、専用設計の255/35R19 92Yタイヤ（ダンロップ SPORT MAXX RT）、BBS製STIロゴ付き鍛造アルミホイール（シルバー）を採用。エクステリアでは、この車種専用となるメッシュタイプフロントグリル（チェリーレッドストライプ、S207オーナメント）、大型フロントアンダースポイラー、STIエンブレム付サイドガ―ニッシュ（ブラック）、サテンメッキドアミラー（フットランプ付）、サイドシルモール（金属調）、リヤバンパー（チェリーレッドストライプ、エアアウトレットグリル付）、S207リヤオーナメント、ブラックルーフアンテナ（シャークフィンタイプ）を採用。フロントアンダーや足回りの変更に伴い、全長は40 mm延長され4,635 mmに、全高は5 mm低い1,470 mmとなる。インテリアでは、RECARO製バケットタイプフロントシート［本革（メイン・サイド内側：セミアニリン〈ブラック〉、シルバーアクセント）ヒーター、STIロゴ型押し、SRSサイドエアバッグ］、リヤシート（本革〈ブラック〉、シルバーアクセント）、専用インパネパネル（レッド、S207ロゴ入り）、ドアトリム、インパネセンターバイザー（レザー調素材巻）などにシルバーステッチを施したものを採用。他にも専用となるサイドシルプレート（シルバー、S207ロゴ）、 シリアルナンバープレート（コンソール）、ルミネセントメーター（マルチインフォメーションディスプレイ付、STIロゴ入り）、マルチファンクションディスプレイ、ステアリングホイール（高触感革、メッキベゼル、金属調フィニッシャー）、STI製プッシュエンジンスイッチ（STIロゴ入り、レッド）、STI製本革巻MTシフトノブを採用するほか、オーディオは8スピーカー（フロント4 ＋ リヤ2 ＋インパネ2）にグレードアップされている。車体色は、「WRブルー・パール」、「クリスタルホワイト・パール（有料色）」、「クリスタルブラック・シリカ」の3色を設定。WRX STIが参戦し続けているニュルブルクリンク24時間レースを想起させるモデルとして、「NBR CHALLENGE PACKAGE」（限定200台）を設定。専用装備として、ドライカーボン製リヤスポイラー（S207ロゴ入り）、BBS製19インチ鍛造アルミホイール（STIロゴ・ブラック）、エンブレム（リヤ）、ウルトラスエード巻ステアリングホイール（シルバーセンターマーク付）、シートベルト（レッド）を採用。「NBR CHALLENGE PACKAGEYELLOW EDITION」（限定100台）は、専用ボディカラーとして「サンライズイエロー」を採用するほか、専用装備として、ドアミラー（ブラック）、サイドシルプレート（イエロー、S207ロゴ入り）、サイドシルモール（ブラック）も採用。
- 2016年4月11日
  - WRX S4・WRX STIともに一部改良[23]。（5月11日発売）ルーフトリムの素材を従来の不織布からトリコットに変更し、インテリアの質感を向上。リヤワイパーブレードの形状を空気抵抗の少ないエアロタイプとすることで、不快な風切り音を低減。さらに、フロントドアガラスの室内側ショルダー部ウェザーストリップを2枚化した。
- 2016年10月4日
  - WRX S4に特別仕様車「WRX S4 tS」を設定[24]（2017年3月12日までの期間限定販売）。「WRX S4 tS」は、「2.0GT-S」をベースに、スバルテクニカインターナショナル（STI）がエンジンや足回りを専用チューンし、外装・内装にも専用装備を追加。STIコンプリートカーの最高峰となる「S207」の走りのテクノロジーを継承しつつ、スバルが誇る先進安全機能であるEyeSight（ver.3）やアドバンスドセイフティパッケージを搭載し、走りと安全性の融合を目指したモデルとして開発。パワーユニットは通気抵抗を低減した吸排気系の採用により、加速中の過渡エンジントルクを最大約10 ％向上（STI測定値）。オイルクーラーを追加するなどスポーツリニアトロニック（CVT）の冷却性能を強化し、耐力を向上。足回りは「S207」に採用した可変減衰力サスペンション「DampMatic II」を装備。フロントブレーキにはbrembo製対向4ポットブレーキを採用したほか、VDCとアクティブトルクベクタリングは専用の前後2輪制御とすることで、旋回時のライントレース性能を高めた。さらに、STI製フレキシブルタワーバー（フロント）、フレキシブルドロースティフナー（フロント）、ピロボールブッシュリヤサスリンク、フレキシブルサポートサブフレームリヤを装備している。エクステリアは、BBS製19インチ鍛造アルミホイール（シルバー）、メッシュタイプフロントグリル（チェリーレッドストライプ＋STIオーナメント）、大型フロントアンダースポイラー（グロスブラック）、サイドガーニッシュ（ブラック＋stiエンブレム）、サイドシルモール（金属調）、リヤバンパー（チェリーレッドストライプ）、ブラックルーフアンテナ（シャークフィンタイプ）を採用。フロントスポイラーの採用により、全長は40 mm延長され4,635 mmとなった。ボディカラーは、「クリスタルホワイト・パール（有料色）」、「アイスシルバー・メタリック」、「クリスタルブラック・シリカ」、「WRブルー・パール」の4色。インテリアは、「S207」で採用されたものを使用。WRX STIが参戦し続けているニュルブルクリンク24時間レースにおいて、2015年、2016年とスバルがクラス優勝したことを記念し、「NBR CHALLENGE PACKAGE」も設定。専用装備として、BBS製　STI 19インチ鍛造アルミホイール（ブラック）、STI製ドライカーボンリヤスポイラー、NBR CHALLENGE PACKAGE専用エンブレム（リヤ）、ウルトラスエード巻ステアリングホイール（メッキベゼル、金属調フィニッシャー、シルバーステッチ、シルバーセンターマーク付）を追加。
- 2017年1月6日
  - 2017年北米国際自動車ショーに、2018年型「WRX/WRX STI」（米国仕様車）を出展する、と発表[25]。
- 2017年5月24日
  - WRX STIを大幅改良[26]（6月20日発売）。機構では、 新電子制御マルチモードDCCDを採用。全域を電子制御する差動制限とすることで、俊敏な応答性と、コーナー入り口でのスムーズな回頭性を実現した[27]。brembo製ベンチレーテッドディスクブレーキは、17インチ対向ポット（フロント）/対向2ポット（リヤ）キャリパー（STIロゴ入り）から、18インチドリルドディスクローター＆モノブロック対向6ポット（フロント）/対向2ポット（リヤ）キャリパー（イエロー塗装、STIロゴ入り）にサイズアップ。サスペンション設定の最適化を図った。エクステリアは、フロントバンパー、グリル、ランプを一新。ヘッドランプは従来までの「LED4灯ロービーム＋ハロゲンハイビームランプ」に替わり、「LED2灯ハイ＆ロービームランプ」に変更し、フロントフォグランプは廃止。「STI Type S」は245/35R19タイヤ＆ダークガンメタリックアルミホイールにサイズアップ。さらに、従来まで標準装備であった大型リヤスポイラーをメーカーオプションに変更し、新たにトランクリップスポイラーを標準装備とした。インテリアは、フロントコンソール、センターパネル、メーターパネル、ドアスイッチパネル、ドアグリップのデザインを変更。インパネ加飾パネルを「カーボン調」から「ハイグロスブラック」に変更した。8インチサイズのナビゲーションに対応し、ビルトインナビ（ディーラーオプション）も一新。レッドカラーシートベルトを採用。 マルチファンクションディスプレイは液晶画面を4.3インチから5.9インチに拡大。さらに「STI Type S」には、RECAROフロントシート（レッドステッチ＋レッドアクセント＋STIロゴ入り、 運転席＆助手席8ウェイパワーシート付）はメーカーオプション。装備面では、ステリアリング連動ヘッドランプを採用。メーカーオプションの「アドバンスドセイフティパッケージ」に含まれるサイドビューモニターは、新たにフロントグリルにカメラを追加し「フロント＆サイドビューモニター」に更新。ルーフモールにはキャリアブラケットを内蔵。
- 2017年6月5日
  - WRX S4を大幅改良し、同年夏に発売すると発表。同日、専用サイトを開設。各販売店での先行予約受付を開始した[28]。
- 2017年6月9日
  - 米国市場向けに「WRX STI TYPE RA」を2018年初頭に500台限定で販売する、と発表。カーボン製ルーフ・リヤスポイラーの採用等により軽量化を実現するとともに、2.5 L水平対向エンジンの出力を向上する等、パフォーマンスを一層強化している[29]。
- 2017年7月3日
  - WRX S4を大幅改良[30]（8月7日発売）。走行性能では、サスペンションのダンパーやスプリング、スタビライザーのセッティングの最適化と電動パワーステアリングの改良。さらに、高μブレーキパッドを採用。安全性能では、運転支援システム「アイサイト」の機能をさらに強化。全車速域でアクセル・ブレーキ・ステアリングの操作を自動でアシストする新機能「アイサイト・ツーリングアシスト」、「後退時自動ブレーキシステム」、従来は「アドバンスドセイフティパッケージ」に含まれていた「アイサイトアシストモニター」を追加。ステアリング連動ヘッドランプも採用（いずれも全車に装備）。エクステリアでは、フォグランプもLED化された。「2.0GT-S」は245/40R18タイヤを採用。アルミホイールはデザインを変更。ルーフモールにはキャリアブラケットを内蔵した。インテリアは、WRX STIの変更に準ずる。
- 2017年10月25日
  - WRX STIの特別仕様車「S208」を450台限定発売[31]。「S208」は「STI Type S」をベースに、スバルテクニカインターナショナル（STI）と共同でエンジンや足回りを専用開発し、内外装に専用装備を追加したスバルハイパフォーマンスカーのトップエンドモデル。2015年にリリースした「S207」に対してさらなる改良が施されている。受注受付期間は、2017年10月26日から11月21日までとし、450台を限定販売。そのうち、350台は「NBR CHALLENGE PACKAGE」となる。エンジンは、回転バランス公差を50%低減したバランスドクラッチカバーおよびフライホイール、ボンネットからの空気流入経路を補強するパフォーマンスシュラウド、インタークーラーを強制冷却するインタークーラーウォータースプレイ（パドルスイッチ付）などの専用チューニングを実施[32]し、最高出力を「S207」対比で1 kW（1 PS）上乗せし242 kW（329 PS）を発揮する。足回りは、「S207」を踏襲し、11：1のクイックなステアリングギア比、 STI製フレキシブルタワーバーフロント、STI製フレキシブルドロースティフナーフロントに加え、可変減衰力サスペンション「DampMatic II」を採用。brembo製フロント6ポット、リヤ4ポットのモノブロック対向ブレーキキャリパー＋ドリルドローター（フロントは2ピースタイプ）、255/35R19 92Yタイヤ（ダンロップ SPORT MAXX RT）、BBS製STI鍛造アルミホイール（シルバー）を採用。エクステリアでは、「S207」と同様、メッシュタイプフロントグリル（チェリーレッドストライプ、S208オーナメント付）、大型フロントアンダースポイラー（ハイグロスブラック）、STIエンブレム付サイドガ―ニッシュ（ブラックカラード）、サテンメッキドアミラー（フットランプ付）、サイドシルモール（金属調）、リヤバンパー（チェリーレッドストライプ、エアアウトレットグリル付）、S208リヤオーナメント、ブラックルーフアンテナ（シャークフィンタイプ）を装備。「S208」ではさらに、バンパーサイドベゼル（スチールメッシュ＆クロームメッキ加飾付）、ドライカーボントランクリップスポイラーを追加。フロントスポイラーの採用や足回りの変更に伴い、全長は40 mm延長され4,635 mmに、全高は5 mm低い1,470 mmとなる。インテリアでは、「S207」にも採用された装備を継続採用。「S208」ではさらに、ステアリングホイールを「S207 NBR CHALLENGE PACKAGEに装備されたウルトラスエード巻を採用。ウェルカムライティング、フロアカーペット、サブトランク（タイヤパンク修理キット付）を装備。オーディオはインパネスピーカーを廃して6スピーカーに変更。安全装備としてアドバンスドセイフティパッケージ（スバルリヤビークルディテクション（後側方警戒支援システム）/ハイビームアシスト（自動防眩ルームミラー付）/フロント＆サイドビューモニター）を標準装備。「S207」に引き続き、WRX STIが参戦し続けているニュルブルクリンク24時間レースを想起させるモデルとして「NBR CHALLENGE PACKAGE」（限定350台）を設定。STI製BBS19インチ鍛造アルミホイール（ブラック）、ブラックカラードドアミラー（フットランプ付）、サイドシルモール（ハイグロスブラック）に加えて、新たにドライカーボンルーフを採用。リヤスポイラーのデザインは選択式となり、ドライカーボンリップスポイラーを装備する「Carbon Trunk Lip」、ドライカーボンリヤスポイラー（S208ロゴ入り）を装備する「Carbon Rear Wing」の2種を設定。車体色は、「WRブルー・パール」、「クリスタルホワイト・パール（有料色）」の2色に加え、「NBR CHALLENGE PACKAGE」のみ「クールグレー・カーキ」を設定。
- 2018年4月27日
  - WRX S4・WRX STIともに一部改良[33]（6月7日発売）。WRX S4が装備する「アイサイト」のプリクラッシュブレーキ制御を改良。認識対象が、車両と同一方向に進行する歩行者や自転車であった場合、減速制御の作動タイミングを早期化することで、衝突回避の可能性を向上させた。低速走行中、前方に障害物がある状態で誤ってアクセルを踏み込んだと判断した場合には、プリクラッシュブレーキを作動させることで、衝突回避をアシストする。WRX STIにサンルーフ（電動チルト＆スライド式）をメーカーオプションとして設定した（「STI Type S」のみ）。
- 2018年7月19日
  - WRX STIの特別仕様車「TYPE RA-R」を500台限定発売[34]。「TYPE RA-R」はSTI創立30周年記念のコンプリートカーである。パーツの軽量化や取り外しによって、ベースであるWRX STIとの比較で約10 kg、「S207」や「S208」と比較して約30 kgの軽量化を実現。エンジンは「S208」にも搭載した「EJ20バランスドBOXER」を搭載し、242 kW（329 PS）の最高出力を発生。パワーウェイトレシオは4.498。[35]。受注受付期間は、2018年7月19日から12月17日までとし、500台を限定販売した。パワーユニットには、インタークーラーの冷却効果を発揮するために剛性を上げたパフォーマンスシュラウドや、圧力損失を低減してエンジンの出力性能とレスポンスを高める低背圧パフォーマンスマフラーを採用。足回りは、専用開発したダンパー＆スプリング（ローダウン）や、STIパフォーマンスパッドを採用したbrembo製ブレーキシステムを装備。245/40ZR18 (97Y) タイヤ（ミシュラン パイロット スポーツ4S）を日本の自動車メーカーで初採用。BBS製 STIアルミホイール（マットブラック）を装備。全高はベースモデルの「STI」に対し10 mm低い1,465 mmに変更。エクステリアでは、メッシュタイプフロントグリル（チェリーレッドストライプ、STIエンブレム付）、STIエンブレム付サイドガーニッシュ（ブラックカラード）、ドライカーボン製エアロドアミラーカバー、ブラックカラードルーフアンテナ（シャークフィンタイプ）、リヤバンパー（チェリーレッドストライプ）、RA-Rリヤオーナメント、STI 30th ANNIVERSARYエンブレム（リヤ）を装備。インテリアでは、フロントスポーツシート＆リヤシート（ファブリック＆トリコット〈レッドステッチ〉）、インパネ加飾パネル（ハイグロスブラック、RA-Rロゴ入り）、ドアトリム/ドアアームレスト/コンソールリッド（レザー調素材巻＋レッドステッチ）、サブトランク（タイヤパンク修理キット付）、STIプッシュエンジンスイッチ（STIロゴ入り、レッドタイプ）、STIジュラコンMTシフトノブ（STIロゴ入り、ブラック）を装備。車体色は、「WRブルー・パール」、「クリスタルホワイト・パール（有料色）」、「クリスタルブラック・シリカ」、「ピュアレッド」の4色。
- 2018年9月3日
  - WRX S4に「STI Sport EyeSight」を追加[36]（9月21日発売）。「STI Sport EyeSight」は、スバルテクニカインターナショナル（STI）と共同開発したWRX S4の最上級グレード。走行性能では、STIがチューニングを施したビルシュタイン製ダンパー＆コイルスプリング（フロント：DampMatic II、倒立式）に加え、ステアリングギアボックスの取付け剛性を高めるクランプスティフナー（左右）付電動パワーステアリングを採用。エクステリアでは、フロントグリル（ダークメタル塗装）、STIエンブレム付サイドガーニッシュ（ブラックカラード）、ブラックカラードドアミラー、トランクリップスポイラー（ブラックカラード）、シャークフィンアンテナ（ブラックカラード）、STIエンブレム（フロント＆リヤ）、18インチアルミホイール（ダークグレーメタリック塗装）を装備。インテリアでは、RECARO製フロントシート（ブラック/ボルドー＋STIロゴ入り）＋運転席8ウェイパワーシートを採用。シート材質は、ウルトラスエード/本革の組み合わせとしたほか、フロントコンソール（ボルドー/ブラックレザー調素材巻）、ドアトリム・ドアアームレスト・スライド機構付コンソールリッド（ボルドー/ブラック）、ステアリングホイール（高触感革＋STIロゴ入りハイグロスブラックベゼル）、シフトレバー（高触感革＋ハイグロスブラック加飾パネル）にレッドステッチを採用し、統一感を図った。STIロゴ入りステンレス製サイドシルプレート（フロント）、フェルト巻フロント＆リヤ大型ドアポケット（＋ボトルホルダー）も採用。
- 2019年1月15日
  - 2019年北米国際自動車ショーでSシリーズ初の米国市場向けモデル「S209」を発表[37]。「S209」は、米国向け「WRX STI」をベースにスバルテクニカインターナショナル (STI) がエンジンや足まわりを専用開発し、内外装にも専用装備を追加したモデル。2019年内に米国で限定販売する予定、と発表された。米国向けのSTIチューンドモデルとしては、2018年に発売された「WRX STIタイプRA」と「BRZ tS」に次ぐ第3弾であり、STIコンプリートカーの最高峰「Sシリーズ」としては初のラインアップとなった。パワーユニットでは、米国仕様WRX STI専用の2.5 Lターボエンジン「EJ25」型をベースに専用チューニングを実施。大型エアクリーナーや専用吸気ダクト、大径ターボチャージャーや大口径テールパイプを備えた専用設計低背圧マフラーを採用し、これらを専用エンジンコントロールユニットで制御することにより、最高出力は歴代STIモデル最高となる341 hpを発揮する。足回りでは、歴代STIモデルで最大の幅を持つダンロップ製265/35R19ハイグリップタイヤと、BBS製19インチ鍛造ホイールを装備。さらに、専用開発のビルシュタインダンパーと専用コイルスプリング、強化ブッシュに加え、ストラットタワーバーやドロースティフナーといったSTI開発のフレキシブルパーツを採用。エクステリアでは、オーバーフェンダーで拡げた専用ワイドボディを採用するとともに、車体の軽量化と剛性強化に寄与するカーボンルーフや、ダウンフォースを高めるためのフロントアンダースポイラー・フロントバンパーサイドカナード・ドライカーボン製大型リアウイングなどのエアロパーツを装着。
- 2019年5月14日
  - WRX S4・WRX STI共に改良モデルが発表された（6月27日発売）[38]。両モデル共通でハイビームアシストの作動速度を40 km/hから30 km/hに変更して作動領域が拡大され、トランクは全てのドアが開錠されている場合にアクセスキー無しで開閉可能に改良。S4は「STI Sport EyeSight」においてフロントデザインが変更され、メッキモールを追加。「2.0GT-S EyeSight」は18インチアルミホイールの色をダークガンメタリックからブラックに変更。STIはフロントフォグカバーが新デザインに変更。「Type S」はアルミホイールを19インチの切削光輝仕様に変更。
- 2019年10月23日
  - 第49回東京モーターショー2019にて、WRX STI特別仕様車「EJ20 Final Edition」のプロトタイプが公開された[39]。EJ20型水平対向エンジンが2019年度内に生産終了することに伴って設定されるもので、「Type S」をベースに、回転系パーツの重量公差や回転バランス交差を低減したバランスドエンジン（ピストン&コンロッド、クランクシャフト）を採用するとともに、外観はゴールド塗装の19インチ鍛造アルミホイールが装着され、フロントグリルやリアバンパーにはSTIのコーポレートカラーであるチェリーレッドのアクセント（フロントグリルのモール、リアバンパーのストライプ）が施された。内装は東レの「ウルトラスエード」が巻かれたステアリングホイールやフロント・リア左右3点式ELRシートベルトにシルバーを採用するなど専用装備が盛り込まれた。フットランプ付ウェルカムライティング、RECAROフロントシート&リアシート（運転席8ウェイ&助手席8ウェイパワーシート付）、アドバンスドセイフティパッケージを追加装備した「FULL PACKAGE」も設定される。本特別仕様車は555台の限定販売となり、購入には受付期間内に販売店での申し込みが必要となる。限定台数を上回る申し込みがあった場合は抽選となり、当選者へ商談の機会が設けられた。
- 2019年12月23日
  - 前述したEJ20型水平対向エンジンの生産終了に伴って、日本市場向けWRX STIの注文受付を終了[39]。以降、日本市場向けモデルはWRX S4を除き、流通在庫のみの販売となる。
- 2020年7月6日
  - WRX S4の一部変更が発表された（8月20日発売）[40]。グレード体系を「STI Sport EyeSight」のみの単一グレード体系に集約し、WLTCモードによる排出ガス並びに燃料消費率（燃料消費率はJC08モードによる数値も併記）に対応した。排出ガスは「平成30年排出ガス規制適合」となり、従来装着されていた「低排出ガス車」ステッカーが装着されなくなった。併せて、スバルテクニカインターナショナルが「STI Sport EyeSight」をベースに、STI製の専用パーツなどを装着するとともに、専用チューニングなどを施し、専用ボディカラーの「セラミックホワイト（有料色）」も設定した特別仕様車「STI Sport#」が発表されたが、同年5月26日から販売店で行われていた先行予約の段階で限定台数の500台に達したため、発表時点で注文受付を終了していることも発表された。
- 2021年1月24日
  - WRX S4の注文受付を終了。以後、流通在庫のみの販売となる。

### 海外仕様
北米仕様車および豪州仕様車にはWRX STIとWRXが設定される。欧州ではWRX STIのみが単一グレードで販売される。

#### 北米仕様車
北米仕様車には、日本仕様車のWRX S4に相当するWRXとWRX STIが設定される。WRXにはさらにWRX、WRX Premium、WRX Limitedが設定され、WRX STIにはWRX STIとWRX STI Limitedが設定される。WRXのベースグレードには6速MTのみが設定され、PremiumとLimitedではCVTと6速MTを選択することができる。
WRX STI、WRX PremiumおよびLimitedにはリアスポイラーや、フォグランプが標準装備され、Limitedには加えてキーレスエントリーやLEDヘッドランプが標準装備される。

#### 豪州仕様車
豪州仕様車には、北米仕様車と同様にWRXとWRX STIが設定され、それぞれベースグレードの「WRX」、「WRX STI」と上級グレードの「WRX Premium」、「WRX STI Premium」が用意される。「Premium」には電動本革シートが装備され、「WRX」のみオートライトや雨滴感知式ワイパー、カーナビゲーションシステム、キーレスエントリーが装備されない。「WRX」、「WRX Premium」ではいずれも6速MTとCVTの両方が選択できる。

## 2代目VB系（2021年 - ）
2021年9月10日に米国仕様車が、同年11月25日に日本仕様のWRX S4が発表された。2代目レヴォーグのアプライドB型と同日の発表となったが、WRX S4はアプライドB型から始まり、A型は存在しない。

### パワートレイン
エンジンは、2代目レヴォーグの「STI Sport R」と共通となる、初代から排気量を400 cc拡大した2.4 L直噴ターボ"DIT"エンジンであるFA24型（FA24F）を搭載し、トランスミッションは初代WRX S4の「スポーツリニアトロニック」を基に、加速性能を高めるためレシオカバレージ（変速比幅）が拡大され、併せて騒音と振動を低減。新開発された変速制御を採用した「スバルパフォーマンストランスミッション（SPT）」が採用された。SPTは8速マニュアルモードを備え、より速いシフトチェンジとブリッピングシフトダウンのためのスポーツシフトコントロールを採用している。なお、米国仕様には6速マニュアルトランスミッション（MT）も用意される。
日本仕様のWRX S4は初代の2020年7月一部変更モデルから排出ガス性能が向上され、「平成30年排出ガス基準50%低減レベル（☆☆☆☆）」認定を取得した。
シャシにはスバルグローバルプラットフォーム（SGP）が導入され、フルインナーフレーム構造や構造用接着材を用いることで剛性を高めるとともに、ボディの高剛性化に合わせてサスペンションジオメトリが最適化されたことで実用ストロークが伸ばされ、モーターアシスト軸とドライバーのステアリング操作軸を別軸とした2ピニオン方式の電動パワーステアリングも採用された。一部のグレードにはドライブモードセレクトも装備され、ダンパーが路面や車両の状況に合わせて減衰力を可変制御する電子制御式となる。
エクステリアデザインは、新たな共通デザイン哲学「BOLDER」をWRXのキャラクターに合わせて適用され、フロントフェイスはヘキサゴングリルを起点として立体的で彫りの深い造形となり、バンパーはワイド&ローが強調され、フェンダーは張り出しが強くなった。サイドはキャラクターラインが配され、スポーツサイドガーニッシュを装着。リアバンパーはレーシングカーを彷彿とさせる形状となった。
日本仕様の初代WRX S4に装備されていた「アイサイト」は、ステレオカメラの広角化や画像認識ソフト・制御ソフトの性能向上によりブレーキアシストによる衝突回避サポート領域を拡大した新世代型となり、米国仕様にもSPTモデルに装備された。日本仕様のWRX S4では、高度運転支援システム「アイサイトX」やコネクテッドサービス「SUBARU STARLINK」が一部のグレードに装備される。「SUBARU STARLINK」は一部グレードにも他の装備とのセットオプションで装着可能。

### 年表
- 2021年9月10日（現地時間）
  - アメリカで2代目WRXの米国仕様が世界初公開され、「2022年発売予定」と発表された[42]。
- 2021年11月25日
  - WRX S4のフルモデルチェンジを発表[43]。日本仕様では「GT-H」と「STI Sport R」の2グレードが設定され、前述の「アイサイトX」や「SUBARU STARLINK」などを装備した「GT-H EX」・「STI Sport R EX」も設定される。ボディカラーは初代WRX S4（2020年7月一部仕様変更モデル）からアイスシルバー・メタリック、マグネタイトグレー・メタリック、クリスタルブラック・シリカ、WRブルー・パールの4色を継承し、新色としてソーラーオレンジ・パール、サファイアブルー・パール、イグニッションレッド（有料色）、セラミックホワイト[注 4]の4色を追加し、全8色とした。
- 2022年11月24日
  - 一部改良[44]。ヘッドランプや室内灯に消し忘れ時の自動消灯機能が追加され、リレーアタック対策として、スマートキーにスリープ機能とモーションセンサーが搭載された。ライティングスイッチの車幅灯/尾灯&OFFを1ポジションから車幅灯/尾灯とOFFに分けた2ポジションへ変更された。
- 2023年10月25日
  - 一部改良[45]。「アイサイト」がステレオカメラに広角単眼カメラを追加した改良型となり、デジタルマルチビューモニターには4つのカメラから取り込んだ映像を合成して車両周囲360°を映し出す3Dビュー表示や車速15 km/h未満時に自動でフロントビューとトップビューを表示するAUTOモードが追加された。「SUBARU STARLINK」にはリモートエアコン機能が追加され、Apple Carplayはワイヤレス接続に対応した。「STI Sport R EX」には大型リアスポイラーのメーカーオプション設定が追加され、ハーマンカードンサウンドシステムが標準装備された（ハーマンカードンサウンドシステムは「GT-H EX」にもメーカーオプションにて設定）。あわせてグレード体系も整理され、「アイサイトX」や「SUBARU STARLINK」非装備グレードの「GT-H」・「STI Sport R」が廃止された。
- 2024年1月12日
  - 特別仕様車「STI Sport#」を発表[46][47]。「STI Sport R EX」をベースに、外観はフロントグリル、ドアミラーカバー、シャークフィンルーフアンテナをクリスタルブラック・シリカ塗装に、STIエンブレムのエッジ部とリアオーナメント（WRX S4、SYMMETRICAL AWD）をラスターブラック塗装にそれぞれ変え、ベースグレードではディーラーオプションとして設定されている小型トランクスポイラーを特別仕様車専用のクリスタルブラック・シリカ塗装で装備された。内装ではウルトラスエードと合成皮革のコンビ仕様としたRECAROフロントシートを含めたシート類をブラック、センタートレイ加飾・フロアコンソールリッド・ドアアームレストをブラック表皮巻とし、随所にシルバーステッチが施された。足回りではタイヤにミシュランのハイパフォーマンスタイヤ「パイロットスポーツ5」が採用され、ホイールにはSUBARU初採用となるSTI製フレキシブルパフォーマンスホイールが装備され、同じくSTI製のフレキシブルドロータワーバーやSTI製フレキシブルドロースティフナーも装備された。ボディカラーは、セラミックホワイト、クリスタルブラック・シリカ、WRブルー・パール、オフショアブルー・メタリック（有料色）の4色が設定される。販売台数は500台限定で、同月28日まで販売店での抽選エントリーを受け付け、2月1日に抽選結果が発表される。
- 2024年12月12日
  - 一部改良[48]。「STI Sport R EX」のホイールデザインが切削光輝からブラックに変更され、ボルドー/ブラックの本革シートの配色も変更。ボディカラー展開が見直され、ソーラーオレンジ・パールを廃止し、ギャラクシーパープル・パール（有料色）が追加された。ドライバーモニタリングシステムとドライバー異常時対応システムの連携が強化され、ドライバーのわき見や居眠りでもドライバー異常対応システムが作動するようになったほか、断続的にブレーキをかけることでドライバーに注意を促すパルスブレーキとコーストダウン（惰性走行）が追加され、作動によるハザードランプ点滅のタイミングを減速制御開始と同時に変更された。「アイサイト」の車両中央維持制御と先行車追従操舵制御における操舵感も改良された。同時に特別仕様車として「STI Sport R-Black Limited」も設定され、「STI Sport R EX」をベースに、外観はドアミラーとルーフアンテナをブラック塗装に変更。内装はRECAROフロントシート（STIロゴ入り）、運転席8ウェイパワーシートが装備され、トリムの一部（インパネミッド・ドア）がスエード調（レッドステッチ付）へ変更された。

- S4 GT-H EX リア

### VIZIVパフォーマンスコンセプト
2017年に開催された第45回東京モーターショーで公開されたコンセプトカー。パワートレインの詳細は公表されておらず、シンメトリカルAWDと水平対向エンジンを採用しているとだけ発表された。2018年1月に開催された東京オートサロンでは、STIがチューニングを手がけた「VIZIVパフォーマンスSTIコンセプト」が公開された。
スバルの英国マーケティング・ディレクターであるクリス・ホーケンは、2017年11月に「スバルグローバルプラットフォームは、ハイブリッドと電気を搭載するように設計されている。それがSTIの行く道だ」とコメントしており、次期WRX STIがハイブリッド化されるのではないかと憶測を呼んだ。

## モータースポーツ

### 初代
SUBARUの連結子会社スバルテクニカインターナショナル（通称STI）により、WRX STIをベースとしたモデルが2014年度から2022年度のニュルブルクリンク24時間レースに参戦していた。
参戦車両は基幹部品を市販モデルと同じくしており、エンジンは日本仕様と同一のEJ20型ツインスクロールターボエンジンを搭載し、最高出力340 PS、最大トルク47 kgf·mにチューニングされている。トランスミッションは6速シーケンシャルギアボックス、4WDシステムは市販車同様DCCD方式としている。2014年1月に開催された東京オートサロンにおいて初公開された。
2014年6月に行われたニュルブルクリンク24時間レースでは、SP3Tクラスで参戦。11時間経過時にクラス首位となるものの、13時間経過時に低速走行車に接触して順位を落とし、その後も駆動系トラブルなどが重なりクラス4位入賞、総合32位に終わった。レース中の最速ラップは9分10秒847であった。
2015年は日本時間5月16日・17日にかけてニュルブルクリンク24時間レースが行われ、前年同様SP3Tクラスで参戦し、序盤から同クラスの他車を圧倒し、2位以下に12周もの大差をつけ、最終結果はクラス優勝、総合18位と総合順位は過去最高の順位を記録した。
2016年は前年・前々年同様SP3Tクラスで参戦。日本時間5月28日・29日にかけて決勝レースが行われ、予選をクラス2位の位置でスタート、レース開始直後に雹や雷雨などの悪天候によるコースアウトのアクシデントがあったが、121周を走破してクラス優勝、総合20位でフィニッシュ。前年に続きSP3Tクラス2連覇を達成した。
2017年も日本時間5月27日・28日にかけて前記同様にSP3Tクラスで参戦。レース序盤の暑さでエンジンの状態が悪く、折り返し後に他車との接触などのアクシデントがありながらも3度目のクラス優勝を目指していたが、レース終了の3時間前突然エンジン内から炎が上がり、走行不可能な状態となってしまい、2017年のチャレンジは幕を閉じた。
2018年も引き続き、日本時間5月12日・13日にかけて決勝に参戦したが、予選Q2があった前日から決勝開始直後にパワーステアリングの不具合が続き、一時はクラス順位3位まで落としたが、夜中から雷を伴う雨が続いたため四輪駆動の強さを発揮し、クラス順位1位、総合49位までの追い上げを見せた。しかし、霧によるレッドフラッグが解除された後の残り1時間4分でエンジンコントロールユニットのトラブルが発生。残り22分の時点でなんとか復帰することができ、クラス優勝、総合62位で完走した。
2019年も日本時間6月22日・23日にかけてSP3Tクラスで参戦。レース中のマシントラブルも、アクシデントによる修復も皆無で完璧なレース運びでSP3Tクラス優勝、総合19位で完走した。SP3Tクラス2連覇。総周回数145周は、レース初出場以来最長距離となった。
2020年は新型コロナウイルス問題の影響により、9月24 - 27日に延期開催となった同レースへの参戦は見送りとなった。2021年も前年同様に参戦を見送ることを決定したものの状況によっては参戦を再度検討するとしている。
2022年は3年ぶりにSP3Tクラスで参戦。SP3Tクラスではトップを、総合では38位となるも、11時間経過の時点でタイヤがバーストしてガードレールに追突したことによりフレーム部分に修復不能なダメージを受けたことで2022年のチャレンジは幕を閉じた。
ラリーではインプレッサ時代から引き続きグループN相当のカテゴリ（ERC2、APRC2、全日本ラリー選手権JN6）にプライベーターが多数参戦している他、WRCではトヨタとシトロエンのレッキ車として2020年頃まで用いられていた。

### 2代目
STIよりWRX S4をベースとしたモデルが2023年度のニュルブルクリンク24時間レースに参戦することが発表された。クラスはポルシェ・ケイマンが参戦するSP4Tへ移った。テスト参戦で発生したエンジントラブルの原因を突き止められない不安材料を抱えたまま挑んだ。決勝は一周9分台で飛ばすが、終盤に懸念のエンジントラブルが発生し、ピットで5時間をロス。クラス2位に終わった。
全日本ラリー選手権では改造範囲の広い新JP4規定の発足に伴い、SUBARUとSTIによりワークスチームの「SUBARU　RALLY CHALLENGE」が発足。新井敏弘と鎌田卓麻が加入してWRX S4をドライブする予定だったが、鎌田のテスト走行中に重大事故が発生。同乗していたテイン社員が重体となり、治療と原因解明がされるまでワークスとしての活動は停止。新井と鎌田のプライベート体制での参戦となった。

## 車名の由来
「WRX」は "World Rally eXperimental" を意味する。レオーネのスポーツグレードで採用されていた呼称「RX」（RALLY + 未知なる物を意味するX）を引き継いでいる。STIはスバルテクニカインターナショナルの略称。S4は「Sports performance」、「Safety performance」、「Smart driving」、「Sophisticated feel」の4つの頭文字を意味する。

## 販売台数
米国では2015年から販売台数が減少しており、分割前のモデルを含めても2015年が販売台数の最高期となっている。これはセダンの販売台数や自動車全般の販売台数が落ち込んでいることが原因と考えられる。
| 年   | 日本    | 米国   | カナダ  |
| ---- | ------- | ------ | ------- |
| 2015 | 7,514   | 33,734 |         |
| 2016 | 6,956   | 33,279 | 3,964   |
| 2017 | 6,552   | 31,358 | 4,616   |
| 2018 | 8,252   | 28,730 | 4,377   |
| 2019 | 7,060   | 21,838 | 2,706   |
| 2020 | 約8,500 | 21,178 | 約2,500 |